# Ma’arrballit
Ma’arrballit (arab. معربليت) – miejscowość w Syrii, w muhafazie Idlib. W 2004 roku liczyła 2178 mieszkańców.